# Polskie Zakłady Optyczne
Polskie Zakłady Optyczne (pol.: Compagnie Optique Polonaise ; connu sous le sigle PZO) est un fabricant polonais d'optique, connu surtout en Europe de l'Ouest pour ses agrandisseurs Krokus.

## Histoire de la société
La compagnie est créée en 1921 à Varsovie.
Elle fabrique du matériel optique pour des applications civiles (microscopes, appareils photographiques, agrandisseurs, projecteurs de diapositives,…) et militaires.
Polskie Zakłady Optyczne (PZO) - une société fondée en 1921 à Varsovie par un groupe d'industriels : Kazimierz Mieszczański, Georg Cor, Karol Hercyk, Henryk Kolberg et d'autres. Elle a été créée sur la base d'une usine d'appareils optiques établie en 1899 et nommée à l'origine Fabryka Aparatów Optycznych i Precyzyjnych H. Kolberg i s-ka.
La croissance rapide de l'entreprise a été influencée par une commande de 1 000 jumelles passée par le troisième département de l'artillerie et de l'armement du ministère des affaires militaires. En juin 1926, l'entreprise achète un terrain et des bâtiments au 316 de la rue Grochowska, où elle fabriquait auparavant des tabatières.
Les années 1930-1931 sont difficiles pour l'entreprise en raison de la crise économique en Pologne. C'est alors que les actionnaires français acquièrent une participation majoritaire et changent le nom de la société en Polskie Zakłady Optyczne S.A.
Pendant la Seconde Guerre mondiale, Zeiss-Jena prend le contrôle de l'usine. À la mi-1944, en raison de l'approche rapide du front, la production est interrompue. Plus tard, les Allemands enlèvent les machines et l'équipement et brûlent et font sauter les bâtiments.
En 1951, une décision du ministère de l'industrie lourde permet d'agrandir l'usine et d'introduire de nouveaux produits, qui sont exportés avec succès vers l'ouest.
Jusque dans les années 1980, PZO a fabriqué un assortiment de produits optiques de précision tels que des microscopes, des instruments d'arpentage, des jumelles, des loupes et des projecteurs. Des équipements destinés aux besoins militaires du Pacte de Varsovie ont également été fabriqués. Avec l'incorporation de Warszawskie Zakłady Fotooptyczne à la fin des années 1960, PZO a également repris la production d'appareils et d'accessoires photographiques.
Les changements intervenus en 1989 ont entraîné une diminution de l'activité de l'entreprise, principalement dans la production d'armement et les unités organisationnelles financées par le budget de l'État.
Le 2 novembre 1995, l'entreprise d'État PZO a été transformée en une société à actionnaire unique du Trésor public. Le 14 mai 1996, le ministère des transformations de la propriété a apporté les actions de PZO S.A. au Fonds national d'investissement.
Actuellement, PZO se compose de plusieurs filiales de Polskie Zakłady Optyczne Sp. z o.o. (le nom abrégé PZO Sp. z o.o. peut être utilisé). La filiale PZO Mikroskopy i Wyroby Optyczne Sp. z o.o. fabrique des équipements optiques à usage civil. La production a toujours lieu sur le même site. Certains des halls désaffectés d'avant-guerre ont été vendus à des promoteurs pour être transformés en lofts. L'entreprise principale de PZO a cessé sa production civile (y compris les microscopes d'atelier et les plaques d'interférence) vers 2010 et ne produit plus que des optiques militaires.
En 1970, une succursale de la PZO a été créée à Rzeszów. Au départ, l'idée était de construire quatre bâtiments au 4 de la rue Zwierzyniecka pour abriter le Centre polonais d'optique. La construction d'un seul bâtiment, qui devait à l'origine être un bâtiment administratif, s'est achevée. À la fin des années 1980, la PZO de Rzeszów employait plus de 500 personnes. L'entreprise fabriquait des composants optiques individuels pour PZO. Elle s'occupait également de l'assemblage de dispositifs optiques simples. En 1992, PZO à Rzeszów s'est séparée de sa société mère à Varsovie et a pris le nom d'Optores. En 1993, elle est privatisée et en 1997, elle est liquidée. En 1997, une nouvelle entreprise a été créée à Rzeszów sur la base du potentiel humain et des machines : Optica sp. z o.o., qui a changé de nom pour devenir B&M Optik Sp. z o.o. en 2002.

## Production

### Appareils photographiques

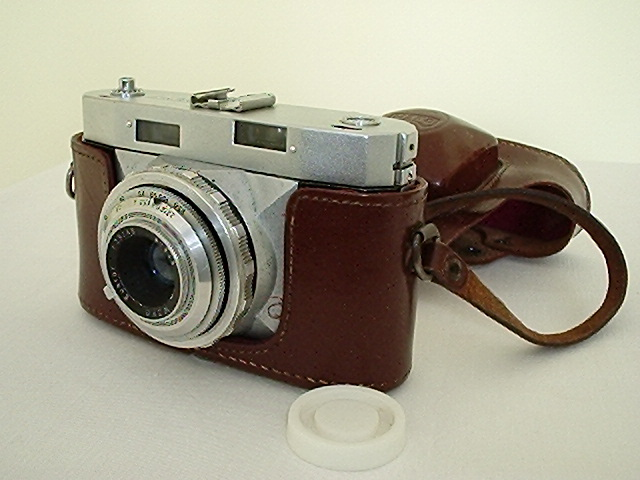
Fenix II

- Start (I, B, II, 66, 66S)
- Fenix (I, Ib, II)
- Druh
- Alfa (1 et 2)

### Agrandisseurs
- Krokus 3 Color
- Krokus 44 Color
- Krokus 66 Color SL

### Projecteurs de diapositives

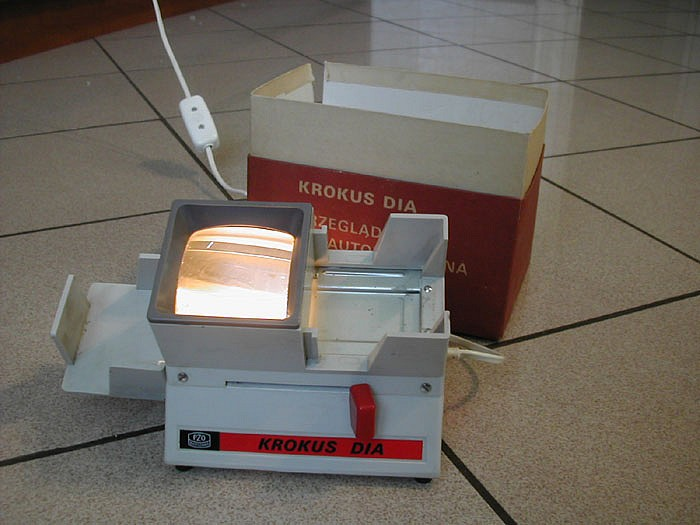
Visionneuse de diapositive

- Narcyz
- Diapol
- Diapol Automat
- Krokus TF
- Krokus AF

### Microscopes
- Des modèles Biolar ont eu un certain succès, surtout pour porter un dispositif de contraste interférentiel original selon Pluta.